# William Bendix
Pour les articles homonymes, voir Bendix.
William Bendix est un acteur et scénariste américain né le 14 janvier 1906 à New York,(États-Unis), et mort le 14 décembre 1964 à Los Angeles (Californie), d'une pneumonie.

## Biographie
Jusqu'à la grande dépression, il travailla comme épicier avant de rejoindre le milieu du cinéma. Il avait épousé en 1927 Teresa Stefanotti (1906-1983), dont il a eu deux filles.

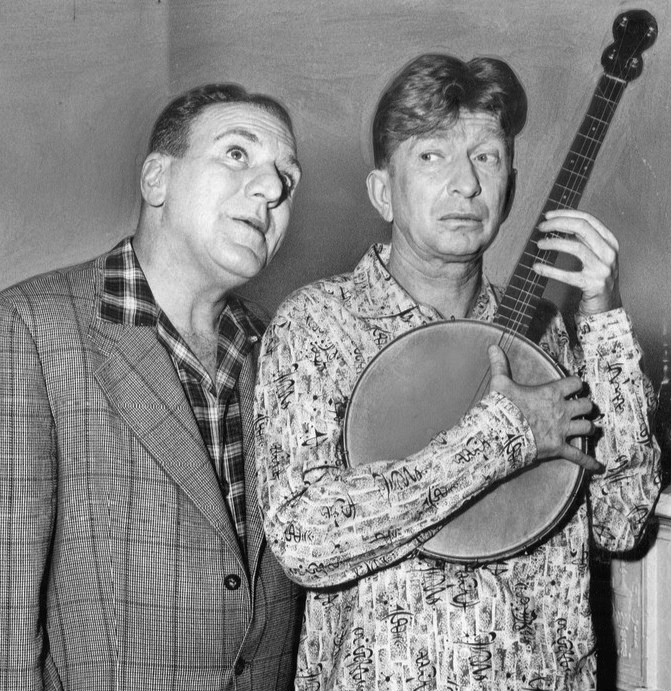
Avec Sterling Holloway (1957)

## Filmographie

### Comme acteur
- 1942 : La Femme de l'année (Woman of the Year) de George Stevens : 'Pinkie' Peters
- 1942 : Brooklyn Orchid de Kurt Neumann : Tim McGuerin
- 1942 : La Sentinelle du Pacifique (Wake Island) de John Farrow : soldat Aloysius K. 'Smacksie' Randall
- 1942 : La Clé de verre (The Glass Key) de Stuart Heisler : Jeff, l'acolyte de Varna
- 1942 : Deux Nigauds détectives (Who Done It?) de Erle C. Kenton : détective Brannigan
- 1942 : The McGuerins from Brooklyn de Kurt Neumann : Tim McGuerin
- 1943 : La Boule de cristal (The Crystal Ball) d'Elliott Nugent : Biff Carter
- 1943 : Taxi, Mister de Kurt Neumann : Tim McGuerin
- 1943 : Le Défilé de la mort (China) de John Farrow : Johnny Sparrow
- 1943 : Hostages (en) de Frank Tuttle : le chef de la Résistance
- 1943 : Guadalcanal (Guadalcanal Diary) de Lewis Seiler : caporal Aloysius T. 'Taxi' Potts
- 1944 : Lifeboat - les naufragés (Lifeboat) d'Alfred Hitchcock : Gus Smith
- 1944 : Skirmish on the Home Front : Herb Miller
- 1944 : Le Singe velu (The Hairy Ape) d'Alfred Santell : Hank Smith
- 1944 : Abroad with Two Yanks d'Allan Dwan : Biff Koraski
- 1944 : Greenwich Village de Walter Lang : Danny O'Mara
- 1945 : Don Juan Quilligan de Frank Tuttle : Patrick Michael 'Don Juan' Quilligan
- 1945 : Une cloche pour Adano (A Bell for Adano) d'Henry King : sergent Borth
- 1946 : Voyage sentimental (Sentimental Journey) de Walter Lang : Donnelly, dit oncle Don
- 1946 : Révolte à bord (Two Years Before the Mast) de John Farrow : Amazeen
- 1946 : L'Impasse tragique (The Dark Corner) d'Henry Hathaway : Stauffer, alias Fred Foss
- 1946 : Le Dahlia bleu (The Blue Dahlia) de George Marshall : Buzz Wanchek
- 1946 : White Tie and Tails : Larry Lundie
- 1947 : I'll Be Yours de William A. Seiter : Wechsberg
- 1947 : Meurtres à Calcutta (Calcutta) de John Farrow : Pedro Blake
- 1947 : Blaze of Noon de John Farrow : Porkie Scott
- 1947 : Le Traquenard (The Web), de Michael Gordon : lieutenant Damico
- 1947 : Hollywood en folie (Variety Girl) de George Marshall : lui-même
- 1947 : Where There's Life de Sidney Lanfield : Victor O'Brien
- 1948 : Le Bar aux illusions (The Time of Your Life), de H. C. Potter : Nick
- 1948 : Race Street (en) d'Edwin Marin : lieutenant Barney Runson
- 1948 : The Babe Ruth Story de Roy Del Ruth : George Herman 'Babe' Ruth
- 1949 : Two Knights from Brooklyn : Tim McGuerin
- 1949 : L'Indésirable Monsieur Donovan (Cover Up) d'Alfred E. Green : shérif Larry Best
- 1949 : Un Yankee à la cour du roi Arthur (A Connecticut Yankee in King Arthur's Court) de Tay Garnett : Sir Sagramore
- 1949 : The Life of Riley (en) d'Irving Brecher (en) : Chester A. Riley
- 1949 : La Chevauchée de l'honneur de Leslie Fenton : Reuben 'Wahoo' Jones
- 1949 : Ça commence à Vera Cruz (The Big Steal) de Don Siegel : capitaine Vincent Blake
- 1949 : Johnny Holiday de Willis Goldbeck : sergent Walker
- 1950 : Kill the Umpire de Lloyd Bacon : Bill 'Two Call' Johnson
- 1951 : Gambling House de Ted Tetzlaff : Joe Farrow
- 1951 : Histoire de détective (Detective Story) de William Wyler : détective Lou Brody
- 1951 : Duel sous la mer (Submarine Command) de John Farrow : CPO Boyer
- 1952 : Une fille dans chaque port (A Girl in Every Port) de Chester Erskine : Timothy Aloysius 'Tim' Dunnovan
- 1952 : Le Paradis des mauvais garçons (Macao) de Josef von Sternberg : Lawrence C. Trumble
- 1952 : Barbe-Noire le pirate (Blackbeard, the Pirate) de Raoul Walsh : Ben Worley
- 1954 : Mission périlleuse (Dangerous Mission) de Louis King : chef Ranger Joe Parker
- 1955 : Crashout de Lewis R. Foster : Van Morgan Duff
- 1956 : L'Enfer du Pacifique (Battle Stations) de Lewis Seiler : Buck Fitzpatrick
- 1958 : En patrouille (The Deep Six) de Rudolph Maté : 'Frenchy' Shapiro
- 1958 : The Time Element : Pete Jensen (épisode pilote de La Quatrième Dimension)
- 1959 : Les Seins de glace (The Rough and the Smooth) de Robert Siodmak : Reg Barker
- 1959 : Idle on Parade de John Gilling : sergent Lush
- 1959 : The Ransom of Red Chief (TV) : Bill Driscoll
- 1959 : Les Incorruptibles, Le Gang des trois États
- 1960 : Overland Trail (série TV) : Fred Kelly
- 1961 : Johnny Nobody de Nigel Patrick : James Ronald Mulcahy
- 1961 : The Phony American (Toller Hecht auf krummer Tour) d'Ákos Ráthonyi : sergent Harrigan, USAF
- 1962 : Garçonnière pour quatre (Boys' Night Out) de Michael Gordon : Slattery
- 1963 : Rockabye the Infantry (TV) : sergent Mahoney
- 1963 : Trois filles à marier (For Love or Money) de Michael Gordon (réalisateur) : Joe Fogel
- 1963 : The Young and the Brave de Francis D. Lyon : sergent Peter L. Kane
- 1964 : Condamné à être pendu (Law of the Lawless) de William F. Claxton : shérif Ed Tanner
- 1965 : Furie sur le Nouveau-Mexique (Young Fury) de Christian Nyby : Blacksmith Joe

### comme scénariste
- 1959 : A Luz Vem do Alto